# COIK
COIK (ang. clear only if known „jasne, jeśli coś wiadomo”) - kwestia przejrzystości przekazu reklamowego, tylko w sytuacji gdy odbiorca dysponuje już jakąś wiedzą na temat danego produktu. Jednak bardzo często potencjalny klient nie miał wcześniej kontaktu z produktem i nie dysponuje wiedzą na jego temat. Dlatego dobrze skonstruowany przekaz reklamowy powinien być zrozumiały także dla nowych nabywców.